# Les Chiens de paille (roman)
Pour les articles homonymes, voir Les Chiens de paille.

Les Chiens de paille est un roman de l'écrivain français Pierre Drieu la Rochelle (1893-1945) paru en 1944.

## Résumé
Se déroulant en 1942-1943, pendant la Seconde Guerre mondiale, essentiellement à l'époque où Drieu l'a écrit, ce roman se veut une représentation de la France de ces années-là, partagée entre Vichy et l'occupation allemande. Constant, le personnage principal, est en grande partie le portrait de l'auteur lui-même : un homme arrivé au terme, par choix, de son voyage – cinquante ans lui semble l'âge idéal pour mourir et c'est aussi l'âge de Drieu qui se suicidera l'année suivante –, fasciné par les religions orientales, il observe avec détachement la fin, du moins il la croit, de la dignité de sa patrie.
Le contexte des autres personnages est la représentation complète de ceux qui étaient « sur scène » à cette époque : le communiste, le collaborateur, le patriote idéaliste et le trafiquant cynique du marché noir. Le prétexte est la défense d'un dépôt d'armes, dont on ignore le nom et la destination. L'histoire se développe à travers des digressions sur l'état de la France et son avenir, qui semble pourtant lié au sort des autres, Américains, Anglais ou Russes, car elle n'est plus en mesure de décider par elle-même. Le gaullisme apparaît comme une ressource inexistante et n'est même pas lié au seul personnage (Cormont) qui conserve l'amour de sa patrie et y croit. C'est la pensée de Drieu, le sens de la fin, la sienne et celle de la France, qui traverse des considérations d'ordre mystique et religieux avec la figure de Judas (Constant-Drieu), qui assume la dignité de celui qui doit rendre justice dans un monde désormais dépourvu de tout espoir et de toute possibilité de rédemption, et qui marque la fin de la dernière lueur de nationalisme représentée par le jeune Cormont. Symboliquement, ce sera une bombe alliée qui mettra le dernier mot et le sceau de la mort sur tous les personnages, car aucun d'eux, comme la France, n'est capable de décider de son propre destin.